# Bröderna Hardy
Bröderna Hardy (originaltitel The Hardy Boys) är en amerikansk ungdomsbokserie om de tonåriga bröderna Frank och Joe Hardy från Bayport som löser deckargåtor, ibland tillsammans med sin far Fenton som är privatdetektiv eller med sin vän Chet Morton. Böckerna har givits ut under författarnamnet Franklin W. Dixon/F.W. Dixon, en kollektiv pseudonym som använts av medlemmar av Stratemeyersyndikatet; till dem som skrivit böcker i serien hör Leslie McFarlane och Andrew E. Svenson, den sistnämnde mest känd som Jerry West.
På svenska har böckerna givits ut i serien B. Wahlströms ungdomsböcker med gröna ryggar. Långt ifrån alla böckerna finns i svensk översättning - men det finns ändå mer än 70 böcker i serien som utgivits på svenska.